# 花加拉嘎乡
花加拉嘎乡是中华人民共和国内蒙古自治区赤峰市巴林左旗下辖的一个乡。
2012年1月20日，内蒙古自治区人民政府批复同意从十三敖包镇划出部分区域，设置花加拉嘎乡，辖郑家段、钱家沟、石旅、尹家沟、伙房、新双井、鲍团、黑沙滩营子、小营子、于家湾、伙力伙、上三七地、下三七地13个村，驻伙力伙。

## 行政区划
花加拉嘎乡下辖以下村级行政区划单位：
郑家段村、钱龙沟村、石旅村、尹家沟村、伙房村、新双井村、鲍团村、黑沙滩营子村、小营子村、于家湾村、伙力伙村、上三七地村和下三七地村。